# Drosophila pallidifrons
Drosophila pallidifrons este o specie de muște din genul Drosophila, familia Drosophilidae, descrisă de Wheeler în anul 1969. Conform Catalogue of Life specia Drosophila pallidifrons nu are subspecii cunoscute.